# Spiraalvormig netwatje
Het spiraalvormig netwatje (Hemitrichia leiocarpa) is een slijmzwam uit de familie Trichiidae. Het leeft saprotroof op dood hout. Hij komt voor in naaldbos en gemengd bos.

## Kenmerken

### Uiterlijke kenmerken
De sporocarpen zijn gesteeld en bereiken zelden een maximale hoogte van 0,95–1,2 mm. Het hypothallus is onopvallend en membraanachtig. De sporotheca zijn obovoid, grijs van kleur en hebben een diameter van 0,2–0,5 mm. Het peridium is membraanachtig, gedeeltelijk vergankelijk en blijft aan de basis van de sporotheca. De steel is 0,8–1,0 mm hoog, rechtopstaand, cilindrisch, gestreept, grijsachtig geel bij doorgelaten licht. 

### Microscopische kenmerken
De steel is gevuld met subglobose cysten van 15,72–26,2 µm in diameter. Het capillitium heeft een diameter van 4,86–5,24 µm, is bleek geel bij doorgelaten licht, buisvormig en versierd met spiralen. De sporen zijn bijna glad, subglobose, kleurloos bij doorgelaten licht en hebben een diameter van 7,14–10,48 µm.

## Verspreiding
In Nederland komt het spiraalvormig netwatje zeer zeldzaam voor.